# World Intellectual Property Organization
The World Intellectual Property Organization (WIPO) (Dansk: Verdensorganisationen for intellektuel ejendomsret) er en international organisation, der arbejder for brugen og beskyttelsen af de frembringelser, der skabes af den menneskelige forstand. WIPO arbejder således med immaterialrettigheder.
Organisationen er (i dag) en af FN's særorganisationer og administrerer i alt 23 internationale traktater, der omhandler forskellige aspekter af immaterialretten. WIPO har 187 medlemsstater og har sit hovedsæde i Geneve.